# Royal Rumble (2004)
Royal Rumble 2004 var det syttende årlige Royal Rumble, et professionel wrestling pay-per-view-event.
Det fandt sted den 25. januar i Wachovia Center i Philadelphia, Pennsylvania, hvor i alt 47 stjerner optrådte. Under denne PPV var der i alt syv kampe og sidst men ikke mindst Royal Rumble kampen. Det var historiens syttende Royal Rumble og blev en uforglemmelig aften, dermed en af wrestlingens største begivenheder.
Hovedet bag showet er Vince McMahon som styrer WWE, dermed forstået som Monday Night Raw og Friday Night Smackdown.

## Kampe
- Victoria (sammen med Steven Richards) slår Molly Holly (4:56) (One-managing Single Match)

- Batista og Ric Flair slår Bubba Ray Dudley og D-Von Dudley (4:23) (Tornado Tag Team Tables Match)
  - Batista og Ric Flair genvinder World Tag Team Championship titlerne

- Rey Mysterio slår Jamie Noble (sammen med Nidia) (3:12) (One-managing Single Match)
  - Rey Mysterio genvinder WWE Cruiserweight Championship titlen

- Eddie Guerrero slår Chavo Guerrero, Jr. (sammen med Chavo Guerrero Sr.) (8:03) (One-managing Single Match)

- Brock Lesnar slår Hardcore Holly (6:30) (Single Match)
  - Brock Lesnar genvinder WWE Championship titlen

- Triple H og Shawn Michaels afgøre kampen med et uafgjort (22:26) (Last Man Standing Match)
  - Triple H genvinder World Heavyweight Championship titlen

- Chris Benoit vinder Royal Rumble kampen (61:35)
  - Chris Benoit sikrer sig chancen om at blive ny World Heavyweight Champion under Wrestlemania XX

## Royal Rumble kampen
Den syttende Royal Rumble kamp gik i gang med 15 af Raw's stjerner og 15 af Smackdown's stjerner.
| Entre | Deltager         | Hold      | Elimination    | Elimineret af        | Tid i ringen |
| ----- | ---------------- | --------- | -------------- | -------------------- | ------------ |
| 1     | Chris Benoit     | Smackdown | VINDEREN       | VINDEREN             | 1:01:30      |
| 2     | Randy Orton      | Raw       | 17             | Mick Foley           | 00:33:43     |
| 3     | Mark Henry       | Raw       | 3              | Chris Benoit         | 00:05:14     |
| 4     | Tajiri           | Smackdown | 2              | Rhyno                | 00:03:39     |
| 5     | JBL              | Smackdown | 1              | Chris Benoit         | 00:00:38     |
| 6     | Rhyno            | Smackdown | 7              | Chris Benoit         | 00:14:00     |
| 7     | Matt Hardy       | Raw       | 8              | Rene Dupree          | 00:14:18     |
| 8     | Scott Steiner    | Raw       | 5              | Booker T             | 00:06:49     |
| 9     | Matt Morgan      | Smackdown | 10             | Chris Benoit         | 00:12:14     |
| 10    | Gregory Helms    | Raw       | 4              | Matt Morgan          | 00:00:19     |
| 11    | Booker T         | Raw       | 12             | Randy Orton          | 00:09:11     |
| 12    | Kane             | Raw       | 6              | Booker T             | 00:01:30     |
| 13    | Spike Dudley     | Raw       | Kom aldrig ind | Kom aldrig ind       | 00:00:00     |
| 14    | Rikishi          | Smackdown | 11             | Randy Orton          | 00:03:48     |
| 15    | Rene Dupree      | Raw       | 9              | Rikishi              | 00:00:33     |
| 16    | A-Train          | Smackdown | 13             | Chris Benoit         | 00:01:44     |
| 17    | Shelton Benjamin | Smackdown | 14             | Randy Orton          | 00:00:37     |
| 18    | Ernest Miller    | Smackdown | 15             | Randy Orton          | 00:00:56     |
| 19    | Kurt Angle       | Smackdown | 27             | Big Show             | 00:29:04     |
| 20    | Rico             | Raw       | 16             | Randy Orton          | 00:01:06     |
| 21    | Mick Foley       | Raw       | 18             | Eliminerede sig selv | 00:00:43     |
| 22    | Christian Cage   | Raw       | 19             | Chris Jericho        | 00:07:39     |
| 23    | Nunzio           | Smackdown | 22             | Bill Goldberg        | 00:03:48     |
| 24    | Big Show         | Smackdown | 28             | Chris Benoit         | 00:22:38     |
| 25    | Chris Jericho    | Raw       | 26             | Big Show             | 00:14:58     |
| 26    | Charlie Haas     | Smackdown | 20             | Big Show             | 00:06:53     |
| 27    | Billy Gunn       | Smackdown | 21             | Bill Goldberg        | 00:05:37     |
| 28    | John Cena        | Smackdown | 24             | Big Show             | 00:07:37     |
| 29    | Rob Van Dam      | Raw       | 25             | Big Show             | 00:06:44     |
| 30    | Bill Goldberg    | Raw       | 23             | Kurt Angle           | 00:02:07     |

## Demonstration
Formænd
- Eric Bischoff (Monday Night Raw)
- Theodore Long (Friday Night Smackdown)
- Vince McMahon (World Wrestling Entertainment)

Kommentatorer
- Jerry Lawler (Monday Night Raw)
- Jim Ross     (Monday Night Raw)
- Michael Cole (Friday Night Smackdown)
- Tazz         (Friday Night Smackdown)

Dommere
- Brian Hebner (Friday Night Smackdown)
- Charles Robinson (Friday Night Smackdown)
- Earl Hebner (Monday Night Raw)
- Jack Doan (Monday Night Raw)
- Jim Korderas (Friday Night Smackdown)
- Mike Chioda (Monday Night Raw)
- Nick Patrick (Friday Night Smackdown)

Interwiewere
- Jonathan Coachman (Monday Night Raw)
- John Matthews     (Friday Night Smackdown)
- Terri             (Gæst)

## Rekorder
- Chris Benoit blev den anden til at vinde Royal Rumble kampen fra spot 1.
- Chris Benoit slog rekorden i at være den eneste med en sejr på hele 7 elimineringer hvis vi tæller Lamont som ikke var en del af kampen.
- Chris Benoit slog verdensrekorden i at holde ud i hele 61:35 minutter. (rekorden er slået igen af Rey Mysterio i 2006)
- Spike dudley og Test kom aldrig ind i ringen. Test blev udskiftet med Mick Foley som overfaldede ham.
- Rivalerne: Mick Foley og Randy Orton var også de eneste som sloges videre efter at begge blev eliminerede.